# Mimetus rusticus
Mimetus rusticus là một loài nhện trong họ Mimetidae.
Loài này thuộc chi Mimetus. Mimetus rusticus được Arthur M. Chickering miêu tả năm 1947.